# Грузинська АЕС
Грузинська атомна електростанція (груз. საქართველოს ატომური ელექტროსადგური) була запланованою атомною електростанцією в Грузії. Вона мала мати один чи два реактори ВВЕР і доповнювати атомну електростанцію Мецамор у Вірменії.

## Історія та технічна інформація

### Витоки
Планування атомної електростанції в Грузії почалося на початку 1980-х років. Електростанція повинна була мати один, пізніше два реактори ВВЕР-1000/320, кожен з валовою потужністю 1000 МВт і чистою потужністю 950 МВт. Однак після аварії на Чорнобильській АЕС був створений стандарт OPB-88, який унеможливив будівництво атомної електростанції в Грузії через нестабільність ґрунту із загрозою землетрусу, що сталося з атомною електростанцією Мецамор, яка, однак була побудована до створення цього стандарту та пережила землетрус неушкодженою. Крім того, наприкінці 1980-х, паралельно з суспільно-політичними змінами під час перебудови, мешканці Грузії надсилали листи до Москви з проханням припинити проект. Заплановане будівництво було скасовано в 1989 році на ранній стадії, коли навіть оцінка місць, які таким чином так і не були обрані, не могла бути завершена, і тому точне місце, де мала бути побудована електростанція, невідоме з доступних джерел.

### Оновлення планів
У 2007 році піднімалося питання про будівництво атомної електростанції в Грузії, але ця ідея закінчилася схожим результатом. Атомна енергетика не підходить для Грузії не тільки через геологію, але головним чином через зберігання ядерних відходів, в які країна не хоче інвестувати.

## Інформація про реактори
| Реактор  | Тип реактора  | Продуктивність | Продуктивність | Початок будівництва                                | Підключення до мережі                              | Введення в експлуатацію                            | Закриття |
| Реактор  | Тип реактора  | Нетто          | Брутто         | Початок будівництва                                | Підключення до мережі                              | Введення в експлуатацію                            | Закриття |
| -------- | ------------- | -------------- | -------------- | -------------------------------------------------- | -------------------------------------------------- | -------------------------------------------------- | -------- |
| Грузія-1 | ВВЕР-1000/320 | 950 МВт        | 1000 МВт       | Заплановане будівництво було скасовано у 1989 році | Заплановане будівництво було скасовано у 1989 році | Заплановане будівництво було скасовано у 1989 році |          |